# Исаев, Мардахай Исаевич
Мардахай Исаевич Исаев (1894 год, село Карчаг — дата смерти неизвестна, Израиль) — советский виноградарь, звеньевой колхоза имени Кагановича, Дербент, Дагестанская АССР. Герой Социалистического Труда (1949).
Родился в 1894 году в крестьянской семье в селе Карчаг (сегодня — Сулейман-Стальский район Дагестана). Позднее вместе с семьёй переехал в Дербент. Участвовал в Великой Отечественной войне. После демобилизации возвратился в Дагестан, где стал трудиться в колхозе имени Кагановича (позднее — колхоз «Путь к коммунизму»). Занимался выращиванием винограда. Был назначен звеньевым.
В 1948 году звено Мардахая Исаева собрало в среднем по 219 центнеров винограда с каждого гектара на участке площадью 3,6 гектара виноградника. За получение высоких урожаев винограда в 1948 году удостоен звания Героя Социалистического Труда указом Президиума Верховного Совета СССР от 27 июля 1949 года с вручением ордена Ленина и золотой медали «Серп и Молот».
В этом же колхозе трудились Мамри Исаев и Исай Абрамов, удостоенные звания Героя Социалистического Труда этим же указом.
В 1978 году эмигрировал в Израиль.